# 紀の川市立貴志川中学校
紀の川市立貴志川中学校（きのかわしりつ きしがわちゅうがっこう）は、和歌山県紀の川市にある市立中学校である。

## 概要
旧貴志川町のほぼ中央に位置し、校舎からは貴志川町内を一望できる。
なお、2007年（平成19年）に竣工した新館は地下に免震構造が備わっている。
当中学校は県有数の生徒数を誇っている。

## 沿革
- 2007年新館竣工

## 教育目標
One for all, All for one.
〜笑顔とあいさつ、生命と人権を宝のように大切にする生徒の育成〜

## 部活動

### 運動部
- 軟式野球部
- 男子バスケットボール部
- 女子バスケットボール部
- 男子ハンドボール部
- 女子ハンドボール部
- 男子ソフトテニス部
- 女子ソフトテニス部
- 男子卓球部
- 女子卓球部
- 陸上部
- 女子バレーボール部
- サッカー部
- 水泳部
- 剣道部
- 柔道部

### 文化部
- 吹奏楽部
- 科学部
- 書道部
- 英語部
- 美術部
- 家庭部

## 施設
- 新館（本館）4階建て
- 西館 4階建て
- 北館 3階建て
- 体育館

### 新館
2007年（平成19年）に竣工され主に職員室とHR教室で構成されている。
ほぼ全ての部屋に空調設備が備わっており、免震設備も整っている。

## 周辺
- 紀の川市役所 貴志川支所
- 貴志駅
- 甘露寺前駅
- 紀の川市立中貴志小学校
- 和歌山県立貴志川高等学校
- 貴志川生涯学習センター

## 通学区域が隣接している学校
- 紀の川市立荒川中学校
- 岩出市立岩出中学校
- 和歌山市立高積中学校
- 和歌山市立東中学校
- 海南市立東海南中学校
- 紀美野町立野上中学校